# Théorie de Mie
En optique ondulatoire, la théorie de Mie, ou solution de Mie, est une solution particulière des équations de Maxwell décrivant la diffusion élastique – c'est-à-dire sans changement de longueur d'onde – d'une onde électromagnétique plane par une particule sphérique caractérisée par son diamètre et son indice de réfraction complexe. Elle tire son nom du physicien allemand Gustav Mie, qui la décrivit en détail en 1908. Le travail de son prédécesseur Ludvig Lorenz est aujourd'hui reconnu comme « empiriquement équivalent » et l'on parle parfois de la théorie de Lorenz-Mie. Elle reçut de nombreux apports du physicien Peter Debye dans les années qui suivirent.
La théorie de Mie s'applique par exemple à des gouttes d'eau de taille macroscopique impliquées dans des phénomènes optiques météorologiques tels que la formation des arcs-en-ciel, des couronnes ou des gloires, mais on peut également l'appliquer à des particules microscopiques telles que des molécules, en remplaçant l'indice de réfraction par la polarisabilité de la molécule grâce à l'équation de Lorentz et Lorenz. Le cas des petites particules correspond à la diffusion de Rayleigh qui donne les mêmes résultats que la théorie de Mie jusqu'à des rayons de l'ordre de {\displaystyle \lambda /10}. Pour les plus grandes particules, la théorie exacte de Mie s'écarte notablement des résultats de Rayleigh. On parle ainsi de diffusion de Mie pour décrire les phénomènes qualitativement différents observés dans le cas de sphères de taille comparable ou supérieure à la longueur d'onde {\displaystyle \lambda }.

## Historique
Dans son article de 1908, Mie étudie la diffusion de la lumière par des petites sphères d'or en solution (aujourd'hui on parlerait de nanoparticules), expliquant ainsi pourquoi des sphères de différents diamètres donnent des couleurs différentes. Étant un physicien théoricien, il s'attache cependant à trouver une solution générale à la diffusion de particules sphériques, que celles-ci soient métalliques ou diélectriques, en se plaçant dans le cadre de l'électromagnétisme précédemment formulé par Maxwell. Il se place ainsi dans l'étude de la diffusion des ondes, qui « a une histoire à laquelle ont contribué certains des plus grands noms de la physique mathématique de la fin du XIXe et du début du XXe siècle ».
En décrivant la distribution de charge portée par la sphère par un simple dipôle, Lord Rayleigh a pu expliquer simplement à partir de 1871 la diffusion par des particules de taille plus petites que la longueur d'onde. La diffusion de Rayleigh qui porte son nom peut d'ailleurs être retrouvée en ne retenant que les premiers termes dans le développement multipolaire donné par la théorie de Mie. La théorie de Mie est donc plus générale, mais il est maintenant établi que le problème de la diffusion par une sphère a été résolu plusieurs fois de manière indépendante, et ce avant même le travail de Mie. En particulier, Alfred Clebsch l'a résolu dans un mémoire de 1863 dans le cas des ondes élastiques (en), et Ludvig Lorenz s'est appuyé sur les résultats de Clebsch pour les appliquer en 1890 à la diffusion des ondes électromagnétiques. Le travail de Lorenz a cependant eu peu de répercussions,, notamment parce qu'il ne se plaçait pas dans le même formalisme que Maxwell (bien que sa théorie soit équivalente) et parce que son mémoire a été écrit en danois (bien qu'une traduction en français ait été disponible à partir de 1896). En 1909, un an après l'article de Mie, Peter Debye simplifia la dérivation du développement multipolaire du champ en introduisant des fonctions scalaires, maintenant appelées potentiels de Debye, dont dérivent les champs électriques et magnétiques. Mie ne connaissait probablement pas le travail de Lorenz et la raison pour laquelle l'histoire a retenu son nom est que son article fournissait un guide complet pour les études futures, et parce qu'il avait avancé les calculs numériques plus loin que les auteurs précédents.
En effet, pour calculer les coefficients de diffusion, il est nécessaire d'évaluer des fonctions spéciales telles que les fonctions de Riccati-Bessel et leurs dérivées. Avant l'arrivée des ordinateurs, ces calculs représentaient un travail énorme. Aussi, et bien que ses contemporains reconnaissent le travail de Mie, son article est resté en grande partie ignoré jusque dans les années 1950 qui virent un intérêt grandissant dans l'étude des colloïdes. Plusieurs monographies ayant marqué le domaine datent de cette période de réappropriation de la théorie de Lorenz-Mie, comme celles de van de Hulst en 1957, de Kerker en 1969 ou de Bohren et Huffman en 1983. Même après l'arrivée des ordinateurs, il a fallu développer des codes fiables et efficaces pour le calcul des coefficients de diffusion. De tels codes sont disponibles depuis le début des années 1970 et l'on peut maintenant calculer facilement sur un ordinateur personnel la diffusion par des sphères de paramètre de taille supérieurs à 10 000. Des programmes sont disponibles en cliquant sur les liens de la section Liens externes en bas de cet article.

## Géométrie de la diffusion

Notations utilisées dans l'article.

Dans la diffusion de la lumière résolue par la théorie de Mie, une onde plane monochromatique de vecteur d'onde k = 2π⁄λ se propage dans un milieu d'indice de réfraction N. Cette onde incidente rencontre une sphère de rayon a et d'indice de réfraction N1. À la suite de l'interaction une onde est réfléchie, ou plus exactement diffusée par la sphère dans tout l'espace. Pour connaître son amplitude en un point P situé à l'extérieur de la sphère, on repère celui-ci en coordonnées sphériques (r, θ, φ). Comme le montre le schéma ci-contre où φ = 0, le problème est invariant par rotation selon l'angle φ tant que l'on ne considère pas la polarisation de l'onde. On peut donc choisir soit de partir d'une polarisation fixée et de laisser φ variable – c'est ce qui est fait dans la dérivation de la solution de Mie – soit considérer que φ est nul et utiliser une polarisation variable – c'est ce qui est fait dans l'exploitation des résultats.
Le plan de diffusion est le plan donné par la direction de k et par la direction d'observation er. Il correspond donc au plan du schéma et permet de repérer la polarisation de l'onde. Une polarisation est dite perpendiculaire si elle est orientée selon ey et parallèle si elle est dans le plan du schéma. Si l'on connaît les amplitudes de diffusion pour ces deux polarisations, notées respectivement S1(θ) et S2(θ), il est possible de prévoir la diffusion pour n'importe quelle polarisation incidente en la décomposant sur ces deux polarisations de base.
Outre la polarisation de l'onde, la diffusion est entièrement déterminée par le paramètre de taille x et le rapport d'indice m définis par :
{\displaystyle x=ka={\frac {2\pi Na}{\lambda }}\quad {\text{et}}\quad m={\frac {N_{1}}{N}}.}

## Section efficace de diffusion

Efficacité de diffusion en fonction du paramètre de taille pour un rapport d'indice entre les deux matériaux – correspondant à une sphère d'eau dans l'air. L'insert montre la même courbe en échelle logarithmique, mettant en évidence la loi de puissance pour les sphères de petite taille.

La sphère a une dimension finie alors que l'onde plane incidente a une extension en théorie infinie. La section efficace de diffusion σdiff permet de caractériser l'interaction entre les deux. Elle est définie comme le rapport entre la puissance diffusée (en watts) et l'irradiance de l'onde incidente (en W⋅m−2). Intuitivement, l'ombre portée par une sphère opaque de rayon a est de surface π a2, aussi on compare souvent la section efficace de diffusion avec cette section droite en définissant l'efficacité de diffusion :
{\displaystyle Q_{\text{diff}}={\frac {\sigma _{\text{diff}}}{\pi \,a^{2}}}}
Le graphique de droite montre l'efficacité de diffusion calculée pour un rapport d'indice de 1,33 entre la particule et le milieu. Il permet de montrer plusieurs caractéristiques de la diffusion de Mie. Après une augmentation de Qdiff = 0 à Qdiff = 4, l'efficacité de diffusion tend asymptotiquement vers 2 par des oscillations amorties. À ces oscillations de grande période se superposent des pics étroits répartis irrégulièrement. Ces caractéristiques sont présentées plus en détail ci-dessous.

### Petites sphères – diffusion Rayleigh

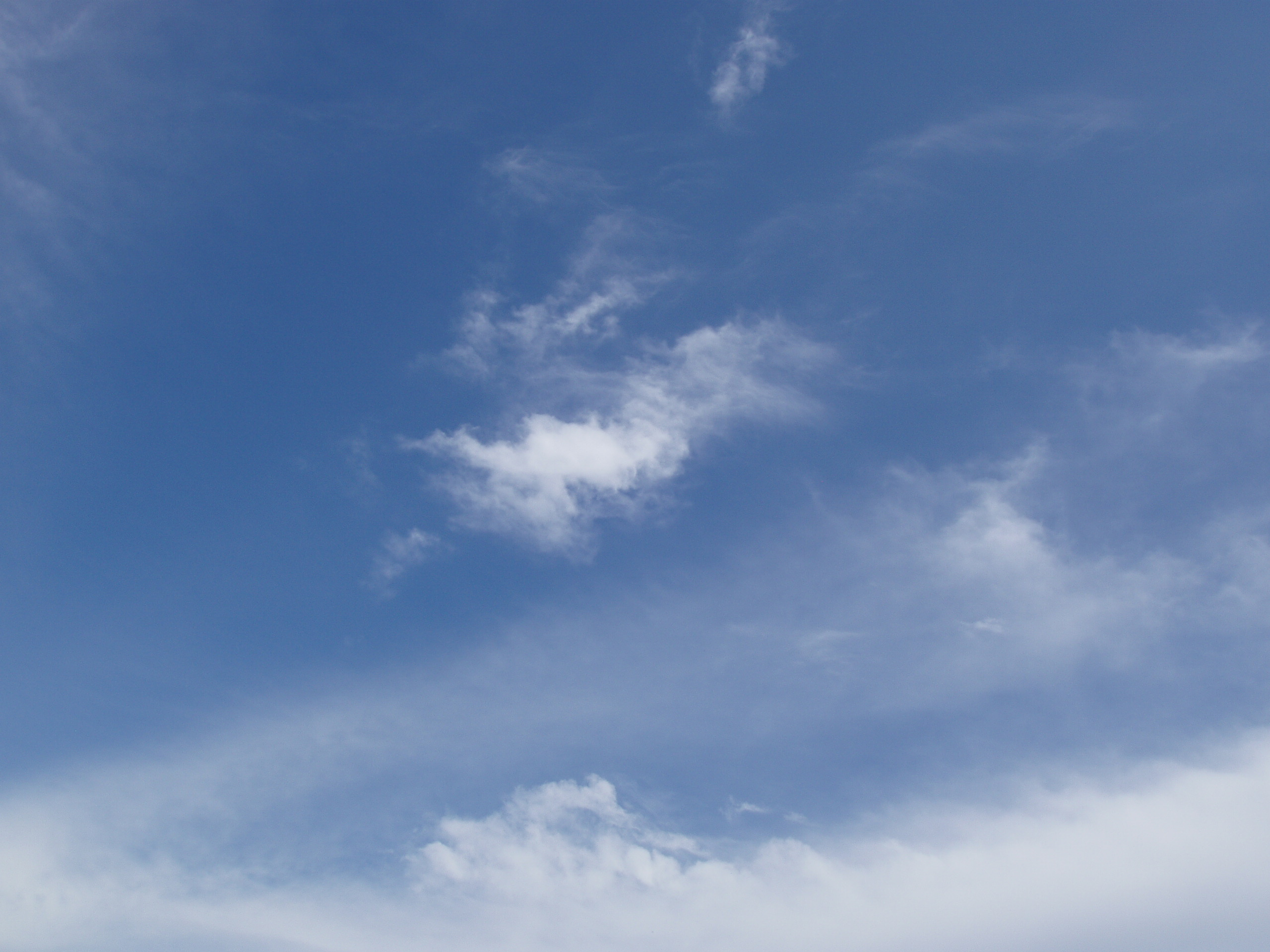
Le ciel et les nuages sont très différents… mais leur couleur est expliquée par la même théorie !

Pour les petites sphères (région x < 1), l'efficacité de diffusion augmente très rapidement de manière proportionnelle à x4. On retrouve là les résultats de la diffusion Rayleigh, qui donnent pour cette région :
{\displaystyle Q_{\text{diff}}={\frac {8}{3}}\left|{\frac {m^{2}-1}{m^{2}+2}}\right|^{2}x^{4}}
La diffusion Rayleigh est un cas limite de la diffusion de Mie. Néanmoins, elle en diffère par plusieurs aspects perceptibles lorsqu'on les compare pour des particules de tailles très différentes. On peut apprécier la différence entre la diffusion Rayleigh et la diffusion Mie en observant le ciel : pour les molécules qui constituent l'atmosphère, la première explique la couleur bleue du ciel ; pour les gouttelettes d'eau qui forment les nuages, la seconde explique leur couleur blanche.
En effet, pour l'air, la sphère à considérer est la sphère moyenne occupée par une molécule du gaz, qui est de rayon a ≈ 2 nm. Le spectre visible se situe donc entre x ≈ 1,6 × 10-2 pour le rouge et x ≈ 3,2 × 10-2 pour le bleu, donc précisément dans la région de la diffusion Rayleigh. À cause de la puissance 4, le bleu sera 16 fois plus diffusé que le rouge, donnant la couleur du ciel. Pour les nuages, les gouttes d'eau sont beaucoup plus grosses, de l'ordre de a ≈ 10 µm, aussi le spectre visible s'étale entre x ≈ 80 et x ≈ 160. Comme le montre le graphique, dans cette région l'intensité diffusée sera essentiellement la même pour toutes les longueurs d'onde et le nuage paraîtra blanc, ou gris dans les régions plus épaisses.

### Oscillations larges – structure d'interférences

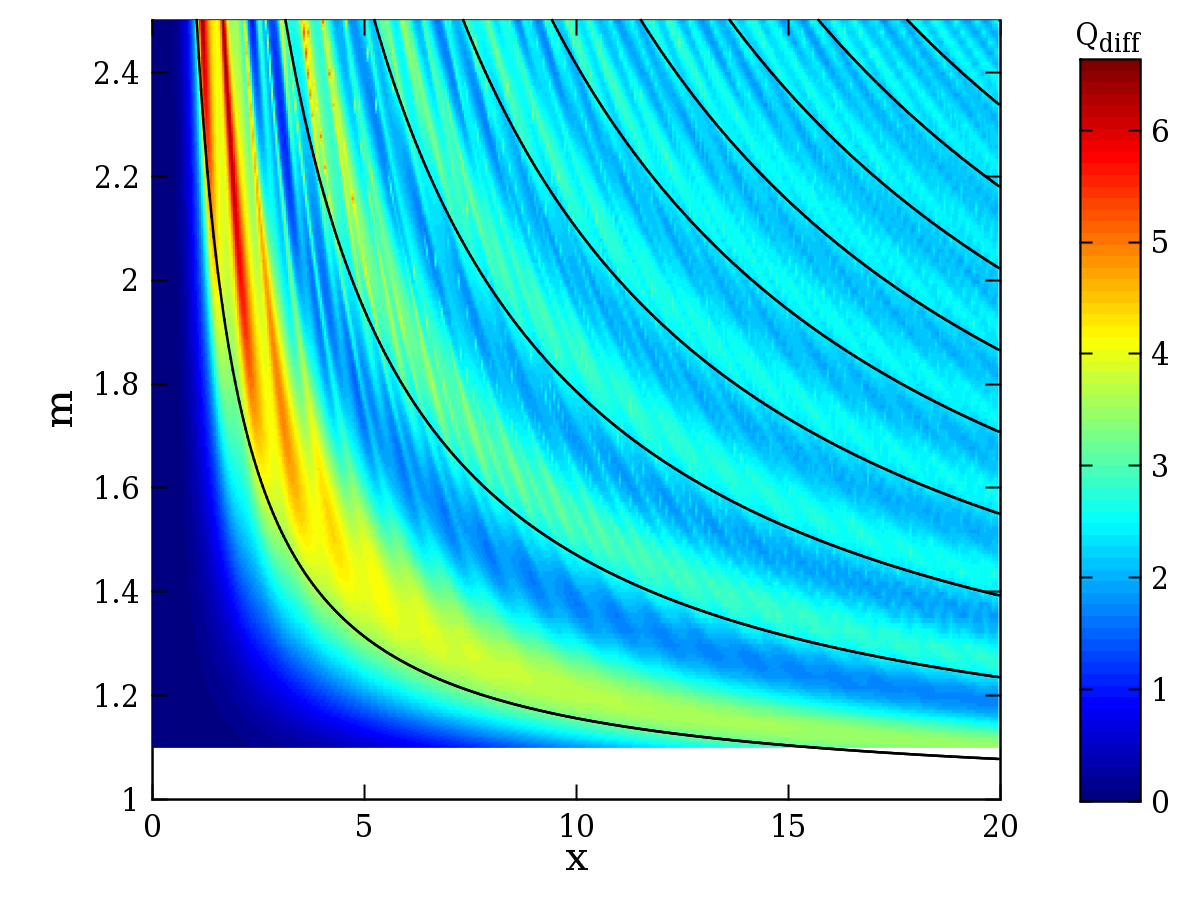
Efficacité de diffusion en fonction du paramètre de taille x et du rapport d'indice m.

Entre les très petites et les très grandes valeurs de x, l'efficacité de diffusion oscille en fonction de x, avec une période de l'ordre de 10 dans l'exemple précédent de la goutte d'eau. Ces oscillations peuvent également donner lieu à des phénomènes météorologiques surprenants, comme l'observation inhabituelle d'un soleil bleu dans le nord de l'Europe le 26 septembre 1950 et les jours suivants,. L'explication de ce phénomène a pu être trouvée : à la suite de grands feux ayant eu lieu en Alberta les jours précédents, des gouttes d'huile micrométrique ont été poussées dans la haute atmosphère jusqu'en Europe. Le spectre réalisé en Écosse s'accorde bien avec la théorie de Lorenz-Mie si la taille des particules permet au premier minimum d'oscillation de se trouver à λ = 435 nm, dans le bleu du spectre. Au lieu d'être 16 fois plus diffusé comme dans la diffusion Rayleigh, le bleu est alors 2 fois moins diffusé et le soleil apparaît bleu.
L'image ci-contre montre comment évolue l'efficacité de diffraction, non seulement avec le paramètre de taille, mais aussi avec le rapport d'indice m entre la sphère et le milieu environnant. Un développement limité à partir de la théorie de Mie, valable pour les grands paramètres de taille, montre que les maxima ont lieu approximativement pour
{\displaystyle 2x\cdot (m-1)=(2p+1)\pi ,\quad p\in \mathbb {N} .}
Les courbes correspondantes sont tracées en noir sur la figure. On voit que cette approximation donne la bonne période, mais qu'il y a un léger décalage dû aux valeurs modérées de x sur cette figure. L'interprétation physique simple est que ces oscillations correspondent aux interférences entre l'onde ayant traversé la sphère et celle étant passée à côté. En effet, le déphasage entre les deux est justement donné par 2x(m – 1).

### Grosses sphères – paradoxe de l'extinction
Dans la limite des grosses sphères, il peut paraître surprenant que la section efficace d'extinction σext = σdiff + σabs ne tende pas simplement vers la section droite πa² de la sphère, mais vers le double de cette valeur. Intuitivement, on ne s'attend en effet pas à ce qu'un gros objet, pour lequel l'optique géométrique est valable, ne retire de l'onde 2 fois la puissance qu'il reçoit. Ce résultat, appelé paradoxe de l'extinction est général et valable que l'indice de réfraction de la sphère soit réel – auquel cas σabs = 0 – ou complexe.
Il s'explique facilement en considérant la diffraction de Fraunhofer sur un disque opaque de même diamètre que la sphère. En vertu du principe de Babinet, la figure de diffraction aura la forme d'une tache d'Airy. En intégrant sur tout l'espace, on retrouve bien le résultat que
{\displaystyle \sigma _{\text{abs}}\to \pi a^{2}\;{\text{et}}\;\sigma _{\text{diff}}\to \pi a^{2},\quad {\text{donc}}\;\sigma _{\text{ext}}\to 2\pi a^{2}.}
Cependant, la puissance diffusée ne s'écartera que très peu de l'axe du faisceau. L'essentiel de la puissance se trouvera dans la première tache d'Airy, correspondant à un angle de diffraction de 1.22π/x. Pour distinguer l'onde diffusée de l'onde transmise, il faut avoir une résolution angulaire d'autant meilleure que x est important. Ainsi, à partir de x = 440, cet angle devient inférieur à 0.5° qui est l'angle apparent du soleil.

### Pics fins – modes de galerie

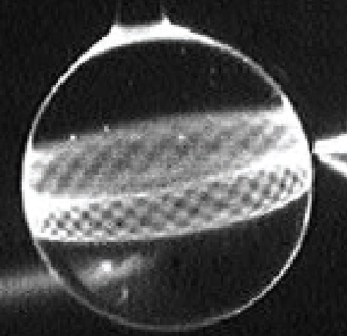
Modes de galerie observés par fluorescence sur une sphère de silice de 300 µm de diamètre. Un laser rouge permettant d'exciter ces modes est amené par la fibre optique visible sur la droite.

Autour de certaines fréquences, la section efficace de diffusion a un comportement résonant ; on observe des pics qui peuvent être très fins et qui sont dus à des modes de galerie (en) dans la sphère. Ils ne sont en général pas observable sur des ensembles de sphères en raison de leur très faible largeur spectrale : la moindre dispersion en taille de la population de sphères élargira et brouillera les résonances. Ils peuvent cependant être utilisés en photonique pour créer des filtres très sélectifs ou des lignes à délai. La pression de radiation due à la diffusion au voisinage d'une résonance est également utile pour créer des pinces optiques à partir de sphères diélectriques.

### Impact de l'absorption
Si la sphère n'est pas un diélectrique sans perte, on peut observer quelques changements par rapport à ce qui est décrit ci-dessus. Tout d'abord, les pics fins s'élargissent puis disparaissent rapidement car ils sont dus à des ondes qui font un grand nombre de tours dans la sphère. Pour de plus forts coefficients d'absorption, la structure d'interférence disparaît également. Il est également possible que de nouveaux pics apparaissent, liés à une résonance dans le coefficient d'absorption du matériau.

## Distribution angulaire du rayonnement diffusé
Le cas de la diffusion par des très petites particules, telles que des molécules, de dimensions inférieures au dixième de la longueur d'onde considérée, est un cas limite appelé diffusion Rayleigh. Pour les particules plus grosses que cette longueur d'onde, on doit prendre en compte la diffusion de Mie dans son intégralité : elle explique dans quelles directions la diffusion est la plus intense, on obtient ainsi un « patron de réémission » qui ressemble à celui des lobes d'émission d'une antenne, avec, dans le cas de grosses particules, un lobe plus intense dans le sens de l'onde incidente.

De gauche à droite : intensité de la diffusion Rayleigh, de la diffusion Mie pour de petites particules et de la diffusion Mie pour de grosses particules, en fonction de la direction. L'onde incidente arrive par la gauche.

La diffusion de Mie n'est pas toujours fortement dépendante de la longueur d'onde utilisée comme c'est le cas dans celle de Rayleigh. Elle produit donc une lumière presque blanche lorsque le Soleil illumine de grosses particules dans l'air : c'est cette dispersion qui donne la couleur blanc laiteux à la brume et au brouillard.
Cependant, si les solutions fournies par la diffusion de Mie sont exactes (pour des sphères), elles se présentent sous la forme d'une série infinie de fonctions spéciales, et on est souvent limité à des approches numériques.

## Résolution mathématique

### Position du problème

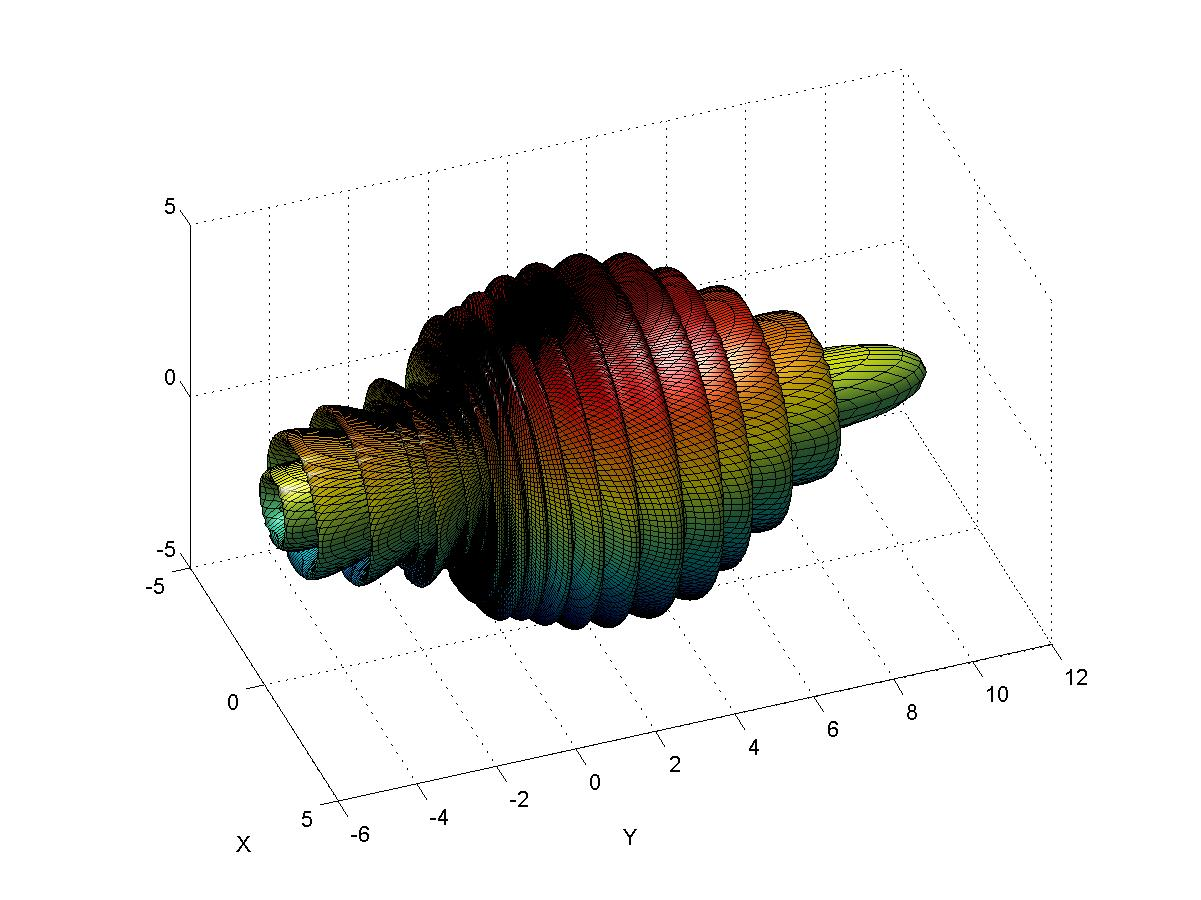
Représentation de la diffusion Mie pour une particule sphérique de 2 µm de rayon, éclairée par la gauche avec de la lumière rouge (λ = 633 nm).

Le problème de la diffusion par une sphère est un problème d'électromagnétisme classique. On considère une onde plane monochromatique de pulsation ω et de polarisation connue se propageant dans un milieu linéaire, homogène et isotrope d'indice de réfraction complexe N = n + i κ. Cette onde incidente rencontre une sphère de rayon a et d'indice de réfraction complexe N1 = m x N, où m est un nombre complexe caractérisant le contraste entre la sphère et le milieu environnant. Comme cela est souligné par Bohren, cette manière de décrire les milieux cache l'origine microscopique, matérielle de l'indice de réfraction pour présenter un traitement mathématique rigoureux. Dans certaines situations, il convient donc d'être prudent, par exemple lorsque le matériau est anisotrope ou lorsqu'il y a des effets optiques non-linéaires à l'intérieur de la particule (diffusion Raman et Brillouin, fluorescence de la particule, saturation des transitions…).
Pour résoudre le problème, on commence par trouver une base d'ondes électromagnétiques de pulsation ω adaptée aux coordonnées sphériques. Elles sont généralement appelées harmoniques sphériques vectorielles (en) et peuvent être dérivées des harmoniques sphériques scalaires habituelles de différentes manières. Comme il s'agit d'une base de Hilbert, on peut alors décomposer tout champ de pulsation ω comme une somme infinie d'harmoniques sphériques vectorielles : c'est ce que l'on appelle la décomposition multipolaire du champ électromagnétique (en). En particulier l'onde plane incidente se décompose de la sorte. On écrit alors que le champ électromagnétique total est composé de trois parties : le champ incident (Ei, Hi) et le champ diffusé (Ed, Hd) se superposent à l'extérieur de la sphère, et le champ interne (El, Hl) règne à l'intérieur. En exprimant les conditions aux limites à la surface de la sphère, on peut alors trouver les coefficients du développement multipolaire des champs. Cette démarche est similaire à celle suivie pour trouver les coefficients de transmission et de réflexion d'un dioptre plan, la complication mathématique venant de la géométrie sphérique à laquelle l'onde incidente n'est pas adaptée. Une fois que les coefficients du développement sont connus, on peut les utiliser pour exprimer d'autres quantités, comme la puissance diffusée dans une direction particulière ou encore la polarisation de la lumière diffusée. Les coefficients trouvés dépendent cependant du choix de la base d'harmoniques sphériques vectorielles utilisée, or différents auteurs utilisent des fonctions légèrement différentes (elles sont notamment normalisées de manière différente). C'est pourquoi les formules peuvent sembler différentes alors que ce n'est que le choix de la base qui change.

### Développement multipolaire du champ électromagnétique
Le développement multipolaire d'un champ de pulsation fixée consiste à écrire ce champ non pas sur une base d'onde planes, mais sur des harmoniques sphériques vectorielles adaptées aux coordonnées sphériques. Suivant la dérivation faite par Bohren et Huffman, on utilise les harmoniques sphériques vectorielles {\displaystyle \mathbf {M} _{\ell ,m}^{\pm }(r,\theta ,\phi )} et {\displaystyle \mathbf {N} _{\ell ,m}^{\pm }(r,\theta ,\phi )}. On obtient alors
{\displaystyle {\begin{aligned}\mathbf {E} (r,\theta ,\phi )=\sum _{\ell =0}^{\infty }\sum _{m=0}^{\ell }&B_{\ell ,m}^{+}\mathbf {M} _{\ell ,m}^{+}(r,\theta ,\phi )+B_{\ell ,m}^{-}\mathbf {M} _{\ell ,m}^{-}(r,\theta ,\phi )+\ldots \\&+A_{\ell ,m}^{+}\mathbf {N} _{\ell ,m}^{+}(r,\theta ,\phi )+A_{\ell ,m}^{-}\mathbf {N} _{\ell ,m}^{-}(r,\theta ,\phi ).\end{aligned}}}
Les modes N± apparaissant dans le développement de E sont appelés les modes électriques car ils correspondent au champ rayonné par un dipôle, quadripôle…, multipôle électrique. Par exemple, les trois termes N+
1,0, N+
1,1 et N–
1,1 correspondent au rayonnement dipolaire électrique – le quatrième terme N–
1,0 étant nul dans tout l'espace. Ces mêmes modes sont aussi appelés modes transverses magnétiques ou TM car le champ magnétique correspondant est en tout point perpendiculaire à er. De la même manière, les modes où E est proportionnel à M± sont appelés les modes magnétiques ou modes transverses électriques.
On suppose que le champ électrique incident est une onde plane se propageant selon z (axe θ = 0) et polarisée linéairement selon x (axe φ = 0, θ = π/2). Son développement multipolaire ne contient que des termes de moment m = 1 :
{\displaystyle \mathbf {E_{i}} =E_{0}e^{ikz}\mathbf {e_{x}} =E_{0}\sum _{\ell =1}^{\infty }u_{\ell }(\mathbf {M} _{\ell ,1}^{-}-i\mathbf {N} _{\ell ,1}^{+}),\quad {\text{avec}}\quad u_{\ell }=i^{\ell }{\frac {2\ell +1}{\ell (\ell +1)}}.}
De la même manière, on peut décomposer le champ (El, Hl) à l'intérieur de la sphère. Il ne contient que les termes déjà inclus dans Ei
{\displaystyle \mathbf {E_{l}} =E_{0}\sum _{\ell =1}^{\infty }u_{\ell }(c_{\ell }\mathbf {M} _{\ell ,1}^{-}-id_{\ell }\mathbf {N} _{\ell ,1}^{+}),}
De même pour le champ diffusé (Ed, Hd) :
{\displaystyle \mathbf {E_{d}} =E_{0}\sum _{\ell =1}^{\infty }u_{\ell }(a_{\ell }\mathbf {M} _{\ell ,1}^{-}-ib_{\ell }\mathbf {N} _{\ell ,1}^{+}),}

### Conditions limites et coefficients de diffusion
La valeur des coefficients aℓ, bℓ, cℓ et dℓ se trouve à partir des conditions aux limites entre le milieu extérieur et la sphère, cette dernière étant supposée ne pas avoir de charge surfacique :
{\displaystyle (\mathbf {E_{i}} +\mathbf {E_{d}} -\mathbf {E_{l}} )\times \mathbf {e_{r}} =0}
{\displaystyle (\mathbf {H_{i}} +\mathbf {H_{d}} -\mathbf {H_{l}} )\times \mathbf {e_{r}} =0}
La particule étant de rayon a, la lumière incidente de longueur d'onde λ, on introduit pour simplifier le paramètre de taille x défini par :
{\displaystyle x=ka={\frac {2\pi Na}{\lambda }}.}
On peut alors résoudre le système d'équations donné par les conditions aux limites pour en extraire les coefficients de diffusion. Si la perméabilité magnétique de la sphère est la même que celle du milieu extérieur, les coefficients de diffusion ne dépendent que du paramètre de taille x et du contraste d'indice m = N1⁄N
{\displaystyle a_{\ell }={\frac {m\,\psi _{\ell }(mx)\,\psi '_{\ell }(x)-\psi _{\ell }(x)\,\psi '_{\ell }(mx)}{m\,\psi _{\ell }(mx)\,\xi '_{\ell }(x)-\xi _{\ell }(x)\,\psi '_{\ell }(mx)}},}
{\displaystyle b_{\ell }={\frac {\psi _{\ell }(mx)\,\psi '_{\ell }(x)-m\,\psi _{\ell }(x)\,\psi '_{\ell }(mx)}{\psi _{\ell }(mx)\,\xi '_{\ell }(x)-m\,\xi _{\ell }(x)\,\psi '_{\ell }(mx)}},}
où le prime désigne la dérivation et ψ et ξ sont les fonctions de Riccati-Bessel : ψℓ(ρ) = ρ jℓ(ρ) et ξℓ(ρ) = ρ h(1)
ℓ(ρ).

### Grandeurs déduites des coefficients
À partir des coefficients, on peut extraire plusieurs grandeurs physiques intéressantes. Pour une onde incidente d'amplitude E0 donnée correspondant à une irradiance Ii, on peut définir la puissance absorbée Pabs comme le flux net du vecteur de Pointing entrant à travers une sphère {\displaystyle \Omega } de rayon r > a :
{\displaystyle P_{\text{abs}}=-\oint _{\Omega }\mathbf {\Pi \cdot e_{r}} \,\mathrm {d} S,}
tandis que la puissance diffusée Pdiff est le flux sortant du vecteur de Pointing du seul champ diffusé :
{\displaystyle P_{\text{diff}}=\oint _{\Omega }\mathbf {\Pi _{d}\cdot e_{r}} \,\mathrm {d} S.}
Ces puissances étant proportionnelles à l'irradiance incidente, on caractérise plutôt le rapport {\displaystyle P_{\text{diff}}/I_{i}} qui a la dimension d'une surface appelée section efficace de diffusion :
{\displaystyle \sigma _{\text{diff}}={\frac {P_{\text{diff}}}{I_{i}}}={\frac {2\pi }{k^{2}}}\sum _{\ell =1}^{\infty }(2\ell +1)\left(|a_{\ell }|^{2}+|b_{\ell }|^{2}\right).}
La puissance Pdiff reste sous forme électromagnétique mais elle part dans toutes les directions et de même que la puissance absorbée, elle apparaît comme soustraite à l'intensité incidente. On définit donc la section efficace d'extinction comme la puissance totale soustraite à l'onde plane incidente pour une irradiance unitaire :
{\displaystyle \sigma _{\text{ext}}={\frac {P_{\text{diff}}+P_{\text{abs}}}{I_{i}}}={\frac {2\pi }{k^{2}}}\sum _{\ell =1}^{\infty }(2\ell +1)\,\Re (a_{\ell }+b_{\ell })}
où {\displaystyle \Re } désigne la partie réelle. Ces formules peuvent être écrites différemment par d'autres auteurs. Par exemple dans le livre de Jackson, on a
{\displaystyle \sigma _{\text{ext}}=-{\frac {\pi }{k^{2}}}\sum _{\ell =1}^{\infty }(2\ell +1)\,\Re (\alpha _{\ell }+\beta _{\ell }),}
la différence provenant de la définition des harmoniques sphériques vectorielles : si celles-ci sont multipliées par deux, les coefficients doivent être divisés par deux pour retrouver les mêmes résultats.